# Charles Guinot
Pour les articles homonymes, voir Guinot.
Charles Guinot, né le 17 octobre 1827 à Saint-Denis-Hors et mort le 20 décembre 1893 à Paris 8e, est un homme politique français.

## Biographie
Charles Guinot est le fils de Charles Gabriel Guinot, entrepreneur des ponts et chaussées, et de Marie Séraphine Delaunay. Il épouse Élisa Euphrasie Allard, fille d'un médecin.
Entrepreneur en travaux publics, notamment dans la construction des chemins de fer de l’Ouest et de Paris-Lyon-Méditerranée, il a également travaillé à la canalisation de la Sarthe et de la Mayenne. Lors de l’inondation de 1866, il a préservé la ville d’Amboise par des travaux exécutés au moment même de la crue, ce qui lui a valu une médaille de sauvetage.
Il est maire d'Amboise quand il est élu représentant d'Indre-et-Loire, le 2 juillet 1871, en remplacement du général Deliguy, démissionnaire. Siégeant au centre gauche, il vote pour l’amendement Barthe demandant « le maintien à Rome de la souveraineté temporelle du Saint-Siège, sur laquelle repose l'indépendance de son autorité spirituelle », pour le retour à Paris, pour la dissolution du Corps législatif, pour l’amendement Wallon faisant du régime républicain le régime politique de droit de la France, pour les lois constitutionnelles de 1875 instaurant définitivement la Troisième République, contre l’élection de Mac Mahon au poste de président de la République, le 24 mai 1873, contre la démission de Thiers, le 19 janvier 1872 sur la question des impôts, contre la prorogation des pouvoirs du Maréchal de Mac Mahon, contre la loi des maires de 1874, contre le ministère de Broglie.
Conseiller général du canton d'Amboise (8 octobre 1871), puis président du conseil général d'Indre-et-Loire, il pose dans son département sa candidature au Sénat, le 30 janvier 1876, mais échoue avec 163 voix sur 335 votantes. Plus chanceux aux élections législatives du 20 février suivant, il réintègre comme député de la 2e circonscription de Tours, par 17 373 voix, la Chambre où il est au nombre des 363 qui refuseront la confiance au ministère de Broglie, le 16 mai 1877.
Chargé, comme président du conseil général, d’adresser une allocution au maréchal de Mac-Mahon lors de son voyage à Tours, quelques allusions faites aux dangers qui menaçaient la Constitution lui attirent cette réponse du duc de Magenta : « Elle ne peut être mise en péril que par les adversaires de ma politique. »
En 1879, il est élu sénateur d'Indre-et-Loire et le reste jusqu'à son décès. 
Il est l'oncle de Berthe Faure, épouse de Félix Faure, président de la République de 1895 à 1899. Il est inhumé au cimetière des Ursulines d'Amboise.

## Publications
- Rapport fait au nom de la 10e commission d’intérêt local chargée d’examiner le projet de loi tendant à approuver, pour régularisation, le changement partiel d’affectation d’un emprunt contracté par la ville de Clermont-Ferrand, Versailles, Cerf, 1872, in-4º, 3 p.
- Rapport fait au nom de la 1re commission d’intérêt local chargée d’examiner le projet de loi tendant à autoriser le département d’Ille-et-Vilaine à contracter un emprunt pour les travaux des chemins vicinaux ordinaires, Versailles, Cerf, 1876, in-4º, 4 p.
- Rapport fait au nom de la 3e commission d’intérêt local chargée d’examiner le projet de loi tendant à autoriser le département d’Indre-et-Loire à contracter un emprunt de 400 000 fr. pour les travaux des chemins vicinaux ordinaires, Versailles, Cerf, 1876, in-4º, 4 p.
- Rapport fait au nom de la 5e commission d’intérêt local chargée d’examiner le projet de loi tendant à autoriser le département d’Indre-et-Loire à s’imposer extraordinairement pour le service de l’Instruction primaire, Versailles, Cerf, 1876, in-4º, 3 p.
- Rapport fait au nom de la Commission chargée d’examiner le projet de loi portant déclaration d’utilité publique de divers chemins de fer, Versailles, Cerf, 1878, in-4º, 19 p.
- Rapport fait au nom de la 3e Commission d’intérêt local, chargée d’examiner le projet de loi, adopté par la Chambre des députés, tendant à autoriser le département d’Indre-et-Loire à emprunter une somme de 2 500 000 francs, Versailles, P. Mouillot, 1879, in-4º, 6 p.